# Val-des-Prés
Val-des-Prés – miejscowość i gmina we Francji, w regionie Prowansja-Alpy-Lazurowe Wybrzeże, w departamencie Alpy Wysokie.
Według danych na rok 1990 gminę zamieszkiwało 479 osób, a gęstość zaludnienia wynosiła 11 osób/km² (wśród 963 gmin regionu Prowansja-Alpy-W. Lazurowe Val-des-Prés plasuje się na 492. miejscu pod względem liczby ludności, natomiast pod względem powierzchni na miejscu 181.).